# Manifestacions del 2019 a l'Equador
Les manifestacions del 2019 a l'Equador van ser una onada de mobilitzacions a nivell nacional i internacional realitzades a partir del 2 d'octubre fins al 13 d'octubre de 2019, després de l'anunci de certes mesures econòmiques per part del govern de Lenín Moreno, i es van desenvolupar com a protestes en contra de les mesures i el govern, així mateix van tenir lloc protestes a favor de la pau, i de suport al govern equatorià.
Tant el Frente Unitario de Trabajadores (FUT), la Confederación de Nacionalidades Indígenas (CONAIE), i el Frente Popular (FP); que van formar l'oposició al govern de Rafael Correa; així com també la Federación de Cooperativas de Transporte Público de Pasajeros (FENACOTIP) i grups vinculats al Movimento Revolución Ciudadana (MRC) van declarar la seva adhesió i suport a les protestes contra Lenín Moreno; negant les acusacions de vinculació amb per l'expresident Rafael Correa.
Mentre s'anaven succeint les protestes, amb intervenció de la policia, tenen lloc actes delictius a arreu del país, similars als esdevinguts el 30 de setembre de 2010, i justificant-se en aquests actes delelictius, el govern va declarar l'estat d'excepció. El 4 d'octubre, la FENACOTIP va abandonar l'aturada. Mentre la CONAIE, FUT i FP van continuar amb les marxes que es van intensificar a Quito i les forces armades començaven a protegir la ciutat i el palau de Carondelet, arribant en els últims dos dies a instaurar-se el toc de queda total sobre la capital.
Finalment, el dia 13 d'octubre la reunió entre la CONAIE i el govern, intervinguda per les Nacions Unides (ONU), va aconseguir la derogatòria del decret 883 sobre l'eliminació del subsidi a la gasolina. El Ministeri de Govern va informar de la detenció de 1330 persones, 435 policies ferits i 132 bloqueigs de carreteres.

## Antecedents

### Vagues de fam
El 23 de juliol, en els exteriors del Palau Legislatiu a Quito, un grup de mestres retirats van iniciar una vaga de fam en exigència del pagament de les seves compensacions en efectiu. El 28 de juliol, a Santo Domingo, i el 5 d'agost, a la plaça Vicente Rocafuerte de Guayaquil, la mesura va ser adoptada per un grup de jubilats. Finalment serà el 6 d'agost que la mesura serà aixecada després d'acordar el pagament de les compensacions en bons que podrien ser canviats al Banco del Instituto Equatoriano de Seguridad Social (IESS).

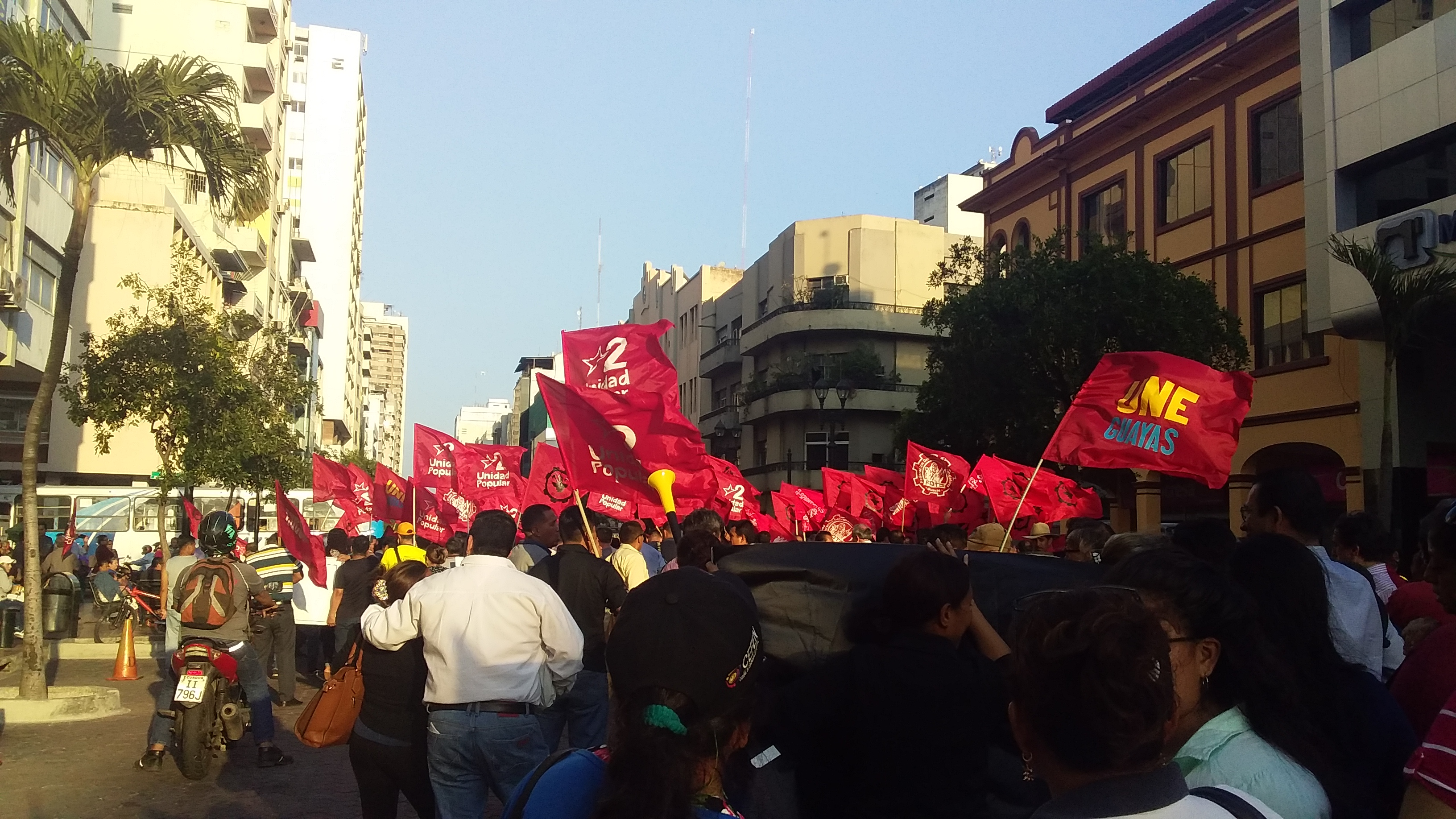
Protesta a Guayaquil durant la Jornada Nacional organitzada pel Front Unitari de Treballadors (FUT), el 5 de setembre.

El 2 de setembre, en el mateix lloc on van estar els mestres de Guayaquil, empleats jubilats de la Corporación Nacional de Electricidad (CNEL) van iniciar una nova vaga de fam. Rebrien el suport durant la mobilització nacional del 5 de setembre convocada pel Frente Unitario de Trabajadores (FUT), aquesta havia estat organitzada com a preparació a una vaga nacional.

### Protestes a Carchi
El dimarts 24 de setembre van començar les protestes a la província del Carchi contra el que consideren abandó per part del govern de l'Equador. Les protestes serien recolzades des de la prefectura de la província encapçalada per Guillermo Herrera i per les centrals sindicals. Les mesures adoptades en aquesta protesta van ser plantades a la governació, marxes i bloqueigs de vies. L'aturada seria aixecada el 30 de setembre després d'acordar-se dotze compromisos amb el govern.

## Mesures econòmiques

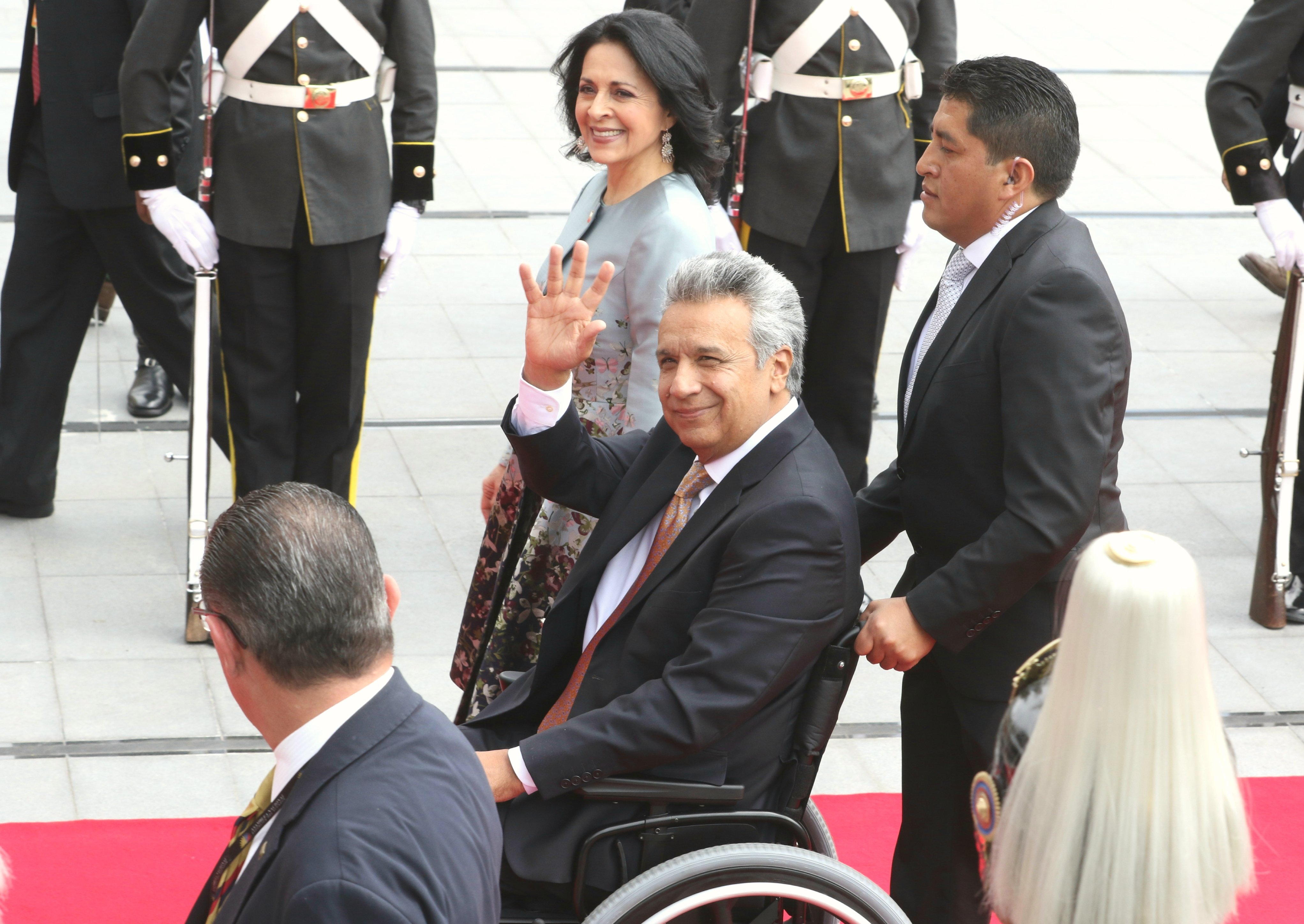
Lenín Moreno entrant al Palau Legislatiu per a la seva possessió el 24 de maig de 2017.

La nit 1 d'octubre de 2019, Lenín Moreno va anunciar 6 mesures econòmiques i 13 propostes de reforma a la cadena nacional per estimular l'economia del país. Amb un discurs que va iniciar declarant el no augment de l'impost al valor agregat (IVA) el mandatari va parlar que realitzaria el següent:
- L'alliberament del preu del dièsel i la gasolina extra i ecopaís.
- El lliurament de 15 dòlars mensuals addicionals en bons a 300.000 famílies.
- L'eliminació o reducció d'aranzels per a maquinària i matèries primeres agrícoles i industrials.
- L'eliminació d'aranzels a la importació de dispositius mòbils
- El lliurament de mil milions de dòlars per a crèdits hipotecaris des de novembre, a una taxa del 4,99 %.
- La renovació de contractes ocasionals amb 20 % menys de remuneració.
- L'acomiadament de 23.000 buròcrates.

Paral·lelament a aquestes mesures, va anunciar les reformes que serien enviades a l'Assemblea Nacional de l'Equador que serien les següents:
- La contribució durant tres anys per part d'empreses que perceben ingressos superiors a 10 milions de dòlars a l'any.
- Reducció de l'impost a la renda única per la banana.[20]
- La devolució automàtica de tributs al comerç exterior.
- L'eliminació de la bestreta de l'impost a la renda.
- La reducció a la meitat de l'impost a la sortida de divises (ISD) per a matèries primeres, insulsos per a béns de capital, segons un llistat.
- La reducció de l'impost als vehicles de menys de 32.000 dòlars per a ús productiu.
- Les reducció de vacances per a empleats públics de 30 a 15 dies a l'any, exceptuant per força pública i serveis socials.
- L'aportació d'un dia del salari cada mes als treballadors públics.
- L'aplicació de reformes laborals sobre nous contractes.
- La creació de noves modalitats de contractes per emprenedors.
- La creació d'una modalitat de contracte de reemplaçament en cas de llicència de maternitat i paternitat i malalties catastròfiques.
- Facilitats pel tele-treball.
- Nova forma de jubilació patronal: ocupadors incrementen aportació mensual en 2 % per a nous treballadors, Aquest valor podrà ser estalviat en l'Institut Equatorià de Seguretat Social (IESS) o en fons privats.[21]

## Esdeveniments

### 2 d'octubre
Les mesures van rebre al següent dia el rebuig oficial del Frente Unitario de Trabajadores (FUT), la Confederación de Nacionalidades Indígenas (CONAIE), el Frente Popular i Parlamento Laboral; els qui conjuntament es van declarar en resistència, i van anunciar un aturada i una sèrie de mobilitzacions immediates contra aquestes. El mateix dia, la Federació Nacional de Transportistes (FENACOTIP) va anunciar la paralització del treball pel 3 d'octubre, dia en què es va fer efectiu el decret 883 que eliminava el subsidi a la gasolina.
El Partit Unidad Popular va incloure el seu rebuig a les mesures en una marxa a Quito realitzada contra una suposada eliminació de l'organització per part del Consejo Nacional Electoral (CNE). Durant la nit d'aquest dia a Guayas, un grup de manifestants va bloquejar el Pont de la Unitat Nacional a la secció que connecta a Durán amb Samborondón, sent arrestades dues persones.

### 3 d'octubre
Davant l'aturada de transportistes, el 3 d'octubre, el govern va suspendre les classes a escoles i col·legis. Mentre, a Quito i Guayaquil, els municipis van garantir fàcilment la mobilitat dels ciutadans amb l'ús dels serveis de transport públic municipals i, en el cas de la capital, amb la suspensió de la mesura de restricció vehicular.
A Guayaquil, la Autoridad del Transito Municipal (ATM) vetllà pel normal desenvolupament del trànsit, però igualment va existir el bloqueig dels taxistes dels carrers Machala i Brasil. A la tarda, la Metrovía va acabar suspenent el seu servei davant el bloc de les vies del servei i la falta de garanties; el mateix acte van realitzar locals comercials al centre davant la falta de seguretat. La Intendència del Guayas va suspendre tots els esdeveniments de concurrència massiva fins al 6 d'octubre després d'una jornada en la qual a més de les protestes, van existir excessos en sectors del sud de la ciutat com el Suburbi, Illa Trinitaria i el Guasmo, en els quals es van incloure saqueigs a locals comercials. A la nit la Federació Nacional de Transport Pesat va decidir no unir-se a l'atur i començar a dialogar amb el govern.
A Quito, es va iniciar una marxa a la Universitat Central amb direcció al Palau de Carondelet, acabant enfront del cordó policial, que va acabar fent ús de la seva força contra els manifestants, destacant els danys físics que va sofrir Luis Tipantuña en rebre l'impacte d'una bomba lacrimògena a l'ull, perdent aquest. Les protestes van durar fins a la nit, el poder policial, va dispersar als manifestants fins a l'hospital Eugenio Mirall i els seus voltants. A l'Aeroport Internacional Mariscal Sucre es van acabar cancel·lant alguns vols davant la incapacitat dels passatgers d'arribar a l'aeroport pel bloqueig de la Ruta Viva que la connecta amb la capital. D'altra banda, estudiants de la Universitat Sant Francisco de Quito van intentar aturar la paralització de la carretera a Cumbayá en tractar d'apagar les llandes que els taxistes havien calat foc, sent agredits pels taxistes i amenaçats amb pals i pedres. A la nit del 3 d'octubre es van atacar diverses ambulàncies incloses les de la Cruz Roja Ecuatoriana.
A Conca, la marxa de joves va arribar al Parc Abdón Calderón, lloc on la Cambra del Transporte de Conca va cridar a les organitzacions socials perquè facin els seus pronunciaments. La falta de transport va portar en diferents ciutats al fet que les persones cooperin entre si amb les seves actuacions, entre ells destaca l'esportista Jefferson Pérez que va usar el seu acte per a tal acte per Conca.
A Manta, Montecristi, Jaramijó i Santo Domingo;els accessos a les ciutats van ser bloquejats per taxistes i a Loja les andanes de la terminal terrestre van romandre buits. El saldo de les protestes d'aquest dia va ser el de 350 detinguts, en els quals estaria inclòs Marlon Santi, coordinador de Pachakutik, i Jairo Gualinga, dirigent de Joventuts de la Confederación de Nacionalidades Indígenas (CONAIE); així com també 35 ferits.

### 4 d'octubre
Des del matí va existir presència militar i policial en diversos sectors del país, tant per prevenir-se davant protestes com per donar suport a la prestació de serveis de transport.
A Ambato, l'anunci d'una marxa indígena va portar a l'encerclament de la governació de Tungurahua, que en produir-se va causar enfrontaments amb la policia que el Movimento Indígena de Tungurahua (MIT) va assegurar que eren provocats per infiltrats. A Cotopaxi, els indígenes i camperols de Pujilí, Saquisilí i Salcedo van ingressar al centre de Latacunga després de reunir-se al centre de Pujilí. A Conca, una marxa va arribar fins al Complex Judicial de Conca davant la detenció de Mesías Vicuña i Manolo Solís, dirigents dels transportistes. Mentre, a Manabí, es manté el bloqueig de les vies a les principals ciutats de la província. A Imbabura, els indígenes detindran a una grup de policies que suposadament estaven reprimint manifestants. A Cayambe, les manifestacions van acabar desembocant en la intervenció militar usant bales de goma cap als manifestants, que va portar al seu torn a la resposta d'aquests amb danys cap a dos busos militars. A Guayaquil, durant la tarda va haver-hi una manifestació que provocaria disturbis a l'Avinguda 9 d'octubre.
Pel costat dels transportistes, aquests van anunciar la fi del seva aturada i a per iniciar el diàleg amb el govern, demanant a aquest l'alliberament dels seus companys i l'alça de la tarifes de transport interprovincial i provincial. Mentre el Frente Unitario de Trabajadores, el Frente Popular i la Confederación de Nacionalidades Indígenas van anunciar que continuarien amb la «radicalització de la protesta» i la vaga general pel 9 d'octubre.

### 5 d'octubre

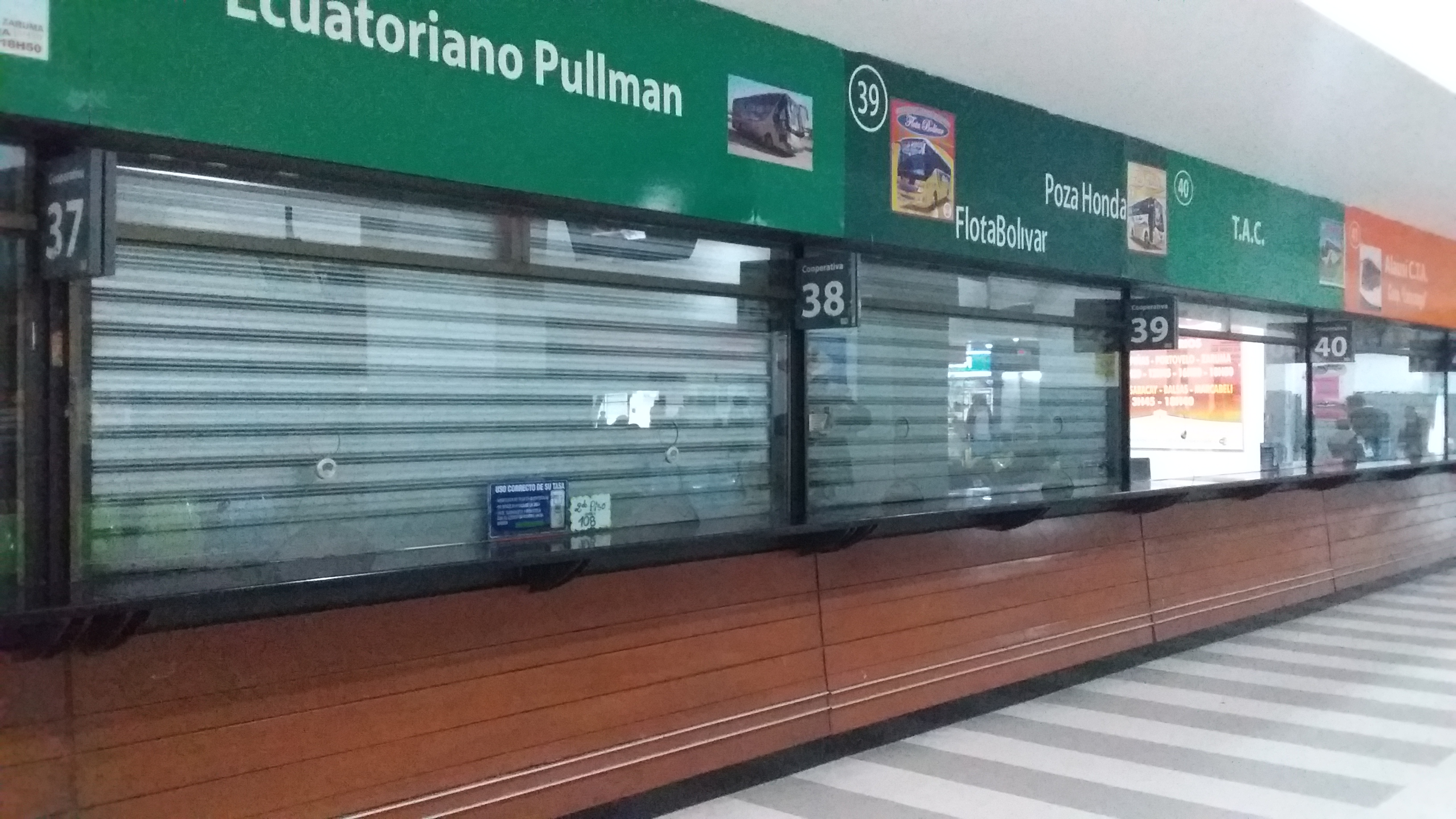
Punts de venda de passatge tancats a la Terminal Terrestre de Guayaquil davant falta de busos interprovincials pel tancament de vies

A les ciutats, la circulació del transport continuà irregular juntament amb el d'alguns transports interprovincials i intercantonals per vies que encara no podien ser usades. A Riobamba, els mercats i locals comercials van romandre tancats per temor a saqueigs, més tard, es van succeir manifestacions mentre existia resguard policial sobre la Governació. A la veïna província de Cotopaxi el Movimiento Indígena y Campesino de Cotopaxi (MICC) va anunciar el tancament indefinit de vies, fet que es va repetir a les províncies de Cañar, Azuay i Loja amb tres vies interprovincials tancades. El turó Pilishurco de Tungurahua es manté ocupat per indígenes, impedint la transmissió de les ràdios de freqüència modulada (FM) en Ambato.
Després de la fi de l'aturada dels transportistes el dia anterior, l'Agència Nacional de Trànsit (ANT) va establir un sostre màxim de 32 % per a l'increment de les tarifes del transport intra i interprovincial.
A la nit la Confederación de Nacionalidades Indígenas (CONAIE) va decretar un «estat d'excepció» per al territori indígena, anunciant la retenció del personal de la força pública perquè siguin sotmesos a la justícia indígena. Tals retencions ja venien succeint en llocs com Alausí on 47 militars romanen retinguts fins a l'arribada de la governadora.

### 6 d'octubre
El Municipi de Quito va suspendre el "ciclopaseo" dominical per garantir la mobilitat i la seguretat viària a la ciutat. Al matí, la via Riobamba-Ambato-Quito va estar habilitada al trànsit vehicular, fins que militants del Movimiento Indígena de Cotopaxi van començar a congregar-se en el sector de Panzaleo, la qual cosa va portar al fet que s'enviés contingent policial al lloc per evitar el tancament. A la via Conca-Molleturo es registra el primer mort, Raúl Chilpe, atropellat per un conductor que va intentar creuar per força aquesta via tancada pels manifestants.
Mentre en el Municipi de Guayaquil, Cynthia Viteri anuncia que s'abstindrà de realitzar l'increment al preu del transport cantonal, al que li segueixen algunes municipalitats, mentre altres alcaldes, com a Lucía Insulsa en Esmeraldas, rebutgen tal increment; no obstant això en alguns transports ja havien realitzat l'increment per la qual cosa a Quito es van iniciar operatius de control. A la nit, els ministres María Paula Rom de Govern i Oswaldo Jarrín de Defensa van realitzar una cadena per denunciar la suposada existència de fake news.

### 7 d'octubre

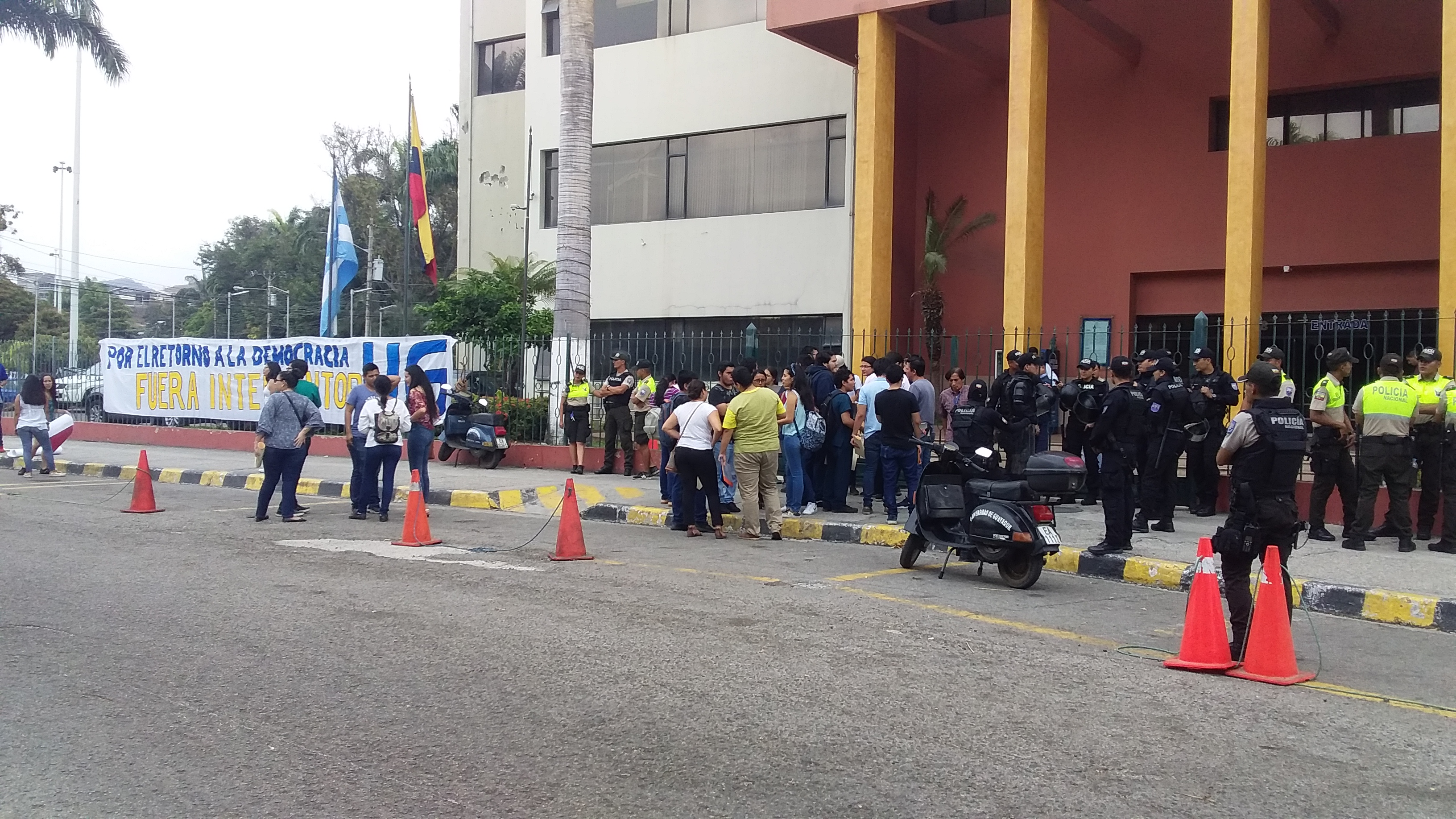
Plantada contra l'administració de Roberto Passailaigue a la Universitat de Guayaquil i contra les mesures econòmiques

El govern va suspendre les classes a la regió de la Sierra davant les mobilitzacions indígenes. Mentre que el servei de transport continuava sense ser regularitzat i la marxa indígena s'acostava a Quito. Lenín Moreno continuava cridant al diàleg amb les organitzacions indígenes i rebutjà la retirada de les mesures, mentre el Frente Unitario de Trabajadores, el Frente Popular i la Confederación de Nacionalidades Indígenas (CONAIE) anunciaven que acceptarien el diàleg sempre que s'eliminessin les mesures del govern, i informaren de l'arribada de 20.000 indígenes a la capital.
A Guaranda, l'edifici de la governació de Bolívar fou ocupat per indígenes i camperols de la Federación de Organizaciones Campersinas de Bolivar, el Ministeri d'Educació, el Cos de Bombers i altres entitats de funcionaris es van sumar a la protesta. A Quito, els indígenes van trencar el cèrcol militar i policial i van avançar per l'avinguda Maldonado al sud de la ciutat
A Sucumbíos es va detenir l'assembleista Yofre Poma. al prefecte provincial Amado Chávez i a altres 7 persones després d'haver paralitzat l'activitat d'un camp petrolífer durant 2 hores i 20 minuts, a causa de la protecció parlamentària de Poma, van ser traslladats tots els acusats a Quito per a l'audiència de formulació de càrrecs a la Cort Nacional de Justícia, davant del jutge David Jacho, que va ser designat, per sorteig, per dur a terme la diligència. La Fiscalia General de l'Estat els acusà del delicte de Paralització de Servei Públic, així com Petroecuador presentà una denúncia formal a la Fiscalia de Sucumbíos pel delicte de sabotatge en contra de les persones, a més dels intents de paralitzar una activitat estratègica.
A Cotopaxi i Imbabura es van produir actes delictius sobre zones de producció de llet, paper, iogurt, flors i altres; entre elles, la fàbrica de Parmalat i 18 finques dels sectors Lasso i Cotacachi. A la nit, la Contraloría General va ser atacada, fet davant el qual Pablo Celi, el contralor, rebutjà que es tractés d'una acció del moviment indígena i de les organitzacions socials. En el Pont de la Unitat Nacional, es creà un cercle militar i policial mentre el president Moreno es traslladà a la ciutat de Guayaquil, des d'on anuncià a la nació el trasllat de la seu del govern.

### 8 d'octubre

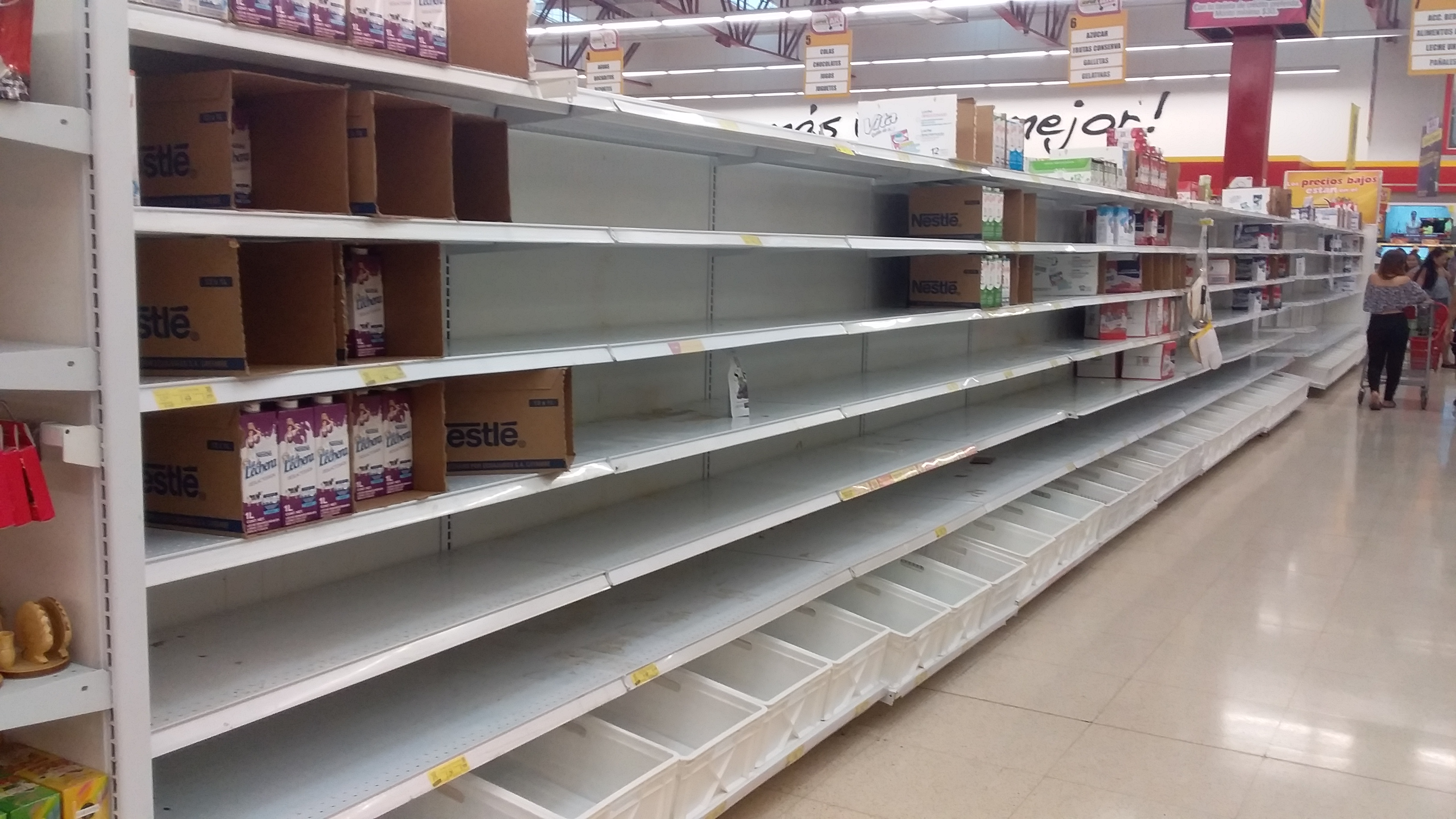
Des-avituallament de supermercats en el nord de Guayaquil.

Novament es van suspendre les classes a nivell nacional. A Quito, els indígenes esmorzaven al parc el Arbolito, més tard, la Confederación de Nacionalidades Indígenas (CONAIE) i els seus aliats reclamaven que se'ls deslligués dels simpatitzants de l'expresident Rafael Correa. A la meitat del dia, el Palau Legislatiu va ser pres per manifestants durant alguns minuts, mentre a l'Avinguda dels Shyris es va organitzar una manifestació contra les marxes i l'atur nacional. A Chimborazo i Pastaza van ser preses les seves respectives governacions provincials,cosa que també va ocórrer amb les de Morona Santiago a Macas i la de Napo a Tena.
A Portoviejo, es va continuar sense el servei de taxis i busos urbans a casuda de l'atur nacional de transportistes. També es van produir talls a les vies principals així com el tancament de la terminal terrestre.
A Guayaquil, es va organitzar una reunió entre representants d'organismes estatals i una cadena nacional on parlà Pablo Celi, a la declaració final d'aquesta reunió, es va anunciar el seu recolzament el president Lenín Moreno i el suport al diàleg. A Quito, a la nit, la policia ingressà al Parc el Arbolito on els manifestants indígenes planejaven acampar, però foren desallotjats d'allà per les forces policials i es traslladaren a les universitats Politècnica Salesiana i Pontifícia Universitat Católica de l'Equador.
Durant aquests dies en alguns mercats i centres comercials del país es va començar a evidenciar el des-avituallament de productes, sumat a l'augment de preus i a l'especulació. Quito, Guayaquil i Conca foren algunes de les ciutats afectades per la situació.

### 9 d'octubre
El dia en què es commemorava els 199 anys de la Independència de Guayaquil es van suspendre totes les activitats que s'havien de realitzar per tal motiu. El dia anterior, Jaime Nebot i Cynthia Viteri van anunciar l'organització de la «Marxa per la Pau» contra les mobilitzacions, aquesta contramarxa es va iniciar a les primeres hores de la tarda al Parc Centenari. Al seu torn, el Frente Unitario de Trabajadores i el Frente Popular pretenien realitzar una marxa en el mateix lloc com a part de la vaga nacional que havien previst aquestes organitzacions, la qual va acabar sent dispersada, encara que més tard grups de manifestants van continuar intentant prendre l'Avinguda Nueve d'octubre.
A Quito, la mobilització de les organitzacions socials i indígenes va continuar, però sense poder entrar al centre històric. Almenys un policia va resultar ferit com a resultat de l'impacte d'una còctel molotov que li va causar cremades de segon i tercer grau, mentre es trobava contenint l'avanç de manifestants en la intersecció dels carrers Guayaquil i Sucre. A la nit la policia va dispersar amb bombes lacrimògenes als indígenes del Parc El Arbolito i de les universitats Politècnica Salesiana i la Pontifícia Universidad Católica de l'Equador, sent en les últimes hores que les xarxes socials de la Confederación de Nacionalidades Indígenas (CONAIE) va anunciar que existien morts acusant al president Moreno i als seus ministres Romo i Jarrín de la repressió. En roda de premsa, la ministra Rom va demanar disculpes públiques i va prometre que no tornaria a repetir-se aquest fet.
A Cañar, una nova governació va ser presa pels manifestants, fet que feia un total de 6 governacions preses pels manifestants.
A causa de la falta de garanties de seguretat i l'atac a les ambulàncies i al personal de Cruz Roja Ecuatoriana, aquesta va decidir suspendre temporalment el seu servei d'ambulància a tot el país.

### 10 d'octubre

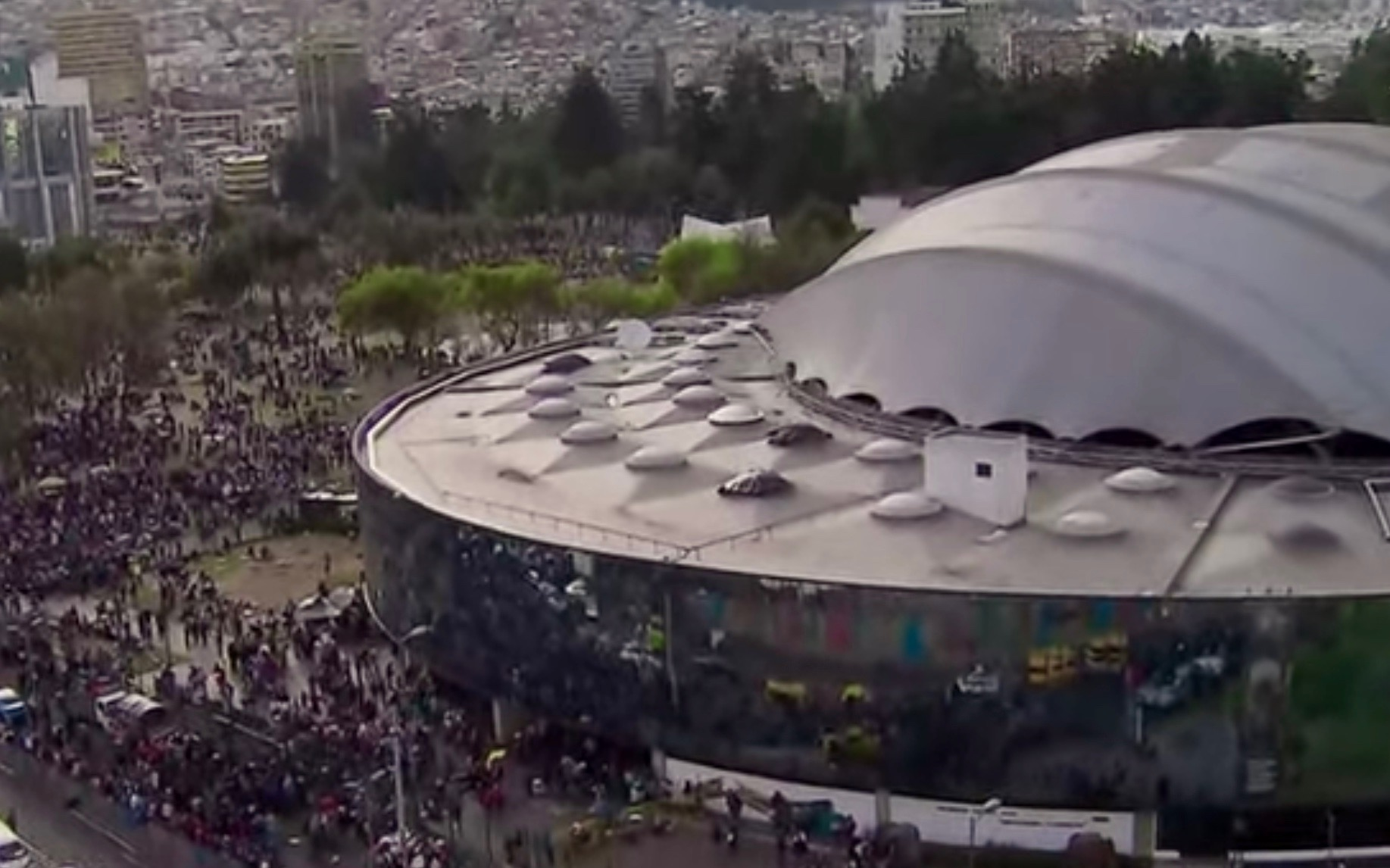
Casa de la Cultura Ecuatoriana durant les manifestacions

A l'Àgora de la Casa de la Cultura Ecuatoriana a Quito, els indígenes van retenir a 8 policies, sol·licitant al de més antic que contactés amb el comandant de la policia perquè s'aturés i la repressió i es derogués el decret 883, i el president de la Confederación de Nacionalidades Indígenas (CONAIE), Jaime Vargas, va exigir el lliurament de cossos de 3 manifestants que es trobarien a l'Hospital Eugenio Mirall. En el mateix lloc es van realitzar cerimònies fúnebres per als manifestants morts com el dirigent indígena de Cotopaxi, Inocencio Tucumbi. En el lloc hi van anar 31 periodistes, els qui d'acord amb la CONAIE «no estan segrestats, estan amb el poble per garantir el dret a la informació», mentre l'Àgora era tancada com a mesura de seguretat. Van anunciar que radicalitzaven les protestes i van exigir a les Forces Armades que deixessin de recolzar al President de la República. A la sortida el periodista de Teleamazonas, Freddy Parets, va ser agredit amb una pedra que li va ser llançada a la part posterior del cap.
A Ambato, la governació provincial de Tungurahua va ser presa pels manifestants. A Conca, el prefecte provincial, Yaku Pérez Guartambel, va organitzar una assemblea popular, mentre que la Unidad Popular d'aquesta província denuncià la suposada persecució del sub-director nacional del partit, Sebastián Cevallos. Com a Quito, a la nit a Saraguro, es va retre un homenatge als manifestants morts, anunciant que es dirigirien a la capital, mentre el cantó es trobava tancat amb terra i troncs d'arbres.
Als voltants de l'Aeroport Mariscal Sucre, a causa de l'arribada del Vicepresident de la República, es va realitzar un operatiu de control que va acabar amb la detenció de 17 persones que, d'acord amb la ministra de govern, María Paula Romo, comptaven amb informació sobre la mobilització del President i Vicepresident de la República, sumat al fet que diversos d'ells no disposaven de la documentació necessària per determinar la seva identitat, per la qual cosa foren detinguts i passaren a disposició judicial.
La Cruz Roja Ecuatoriana reactivà el seu servei d'ambulàncies i inicià diverses difusions a les xarxes socials i a la premsa sobre els principis fonamentals del moviment i les tasques del personal humanitari.

### 11 d'octubre

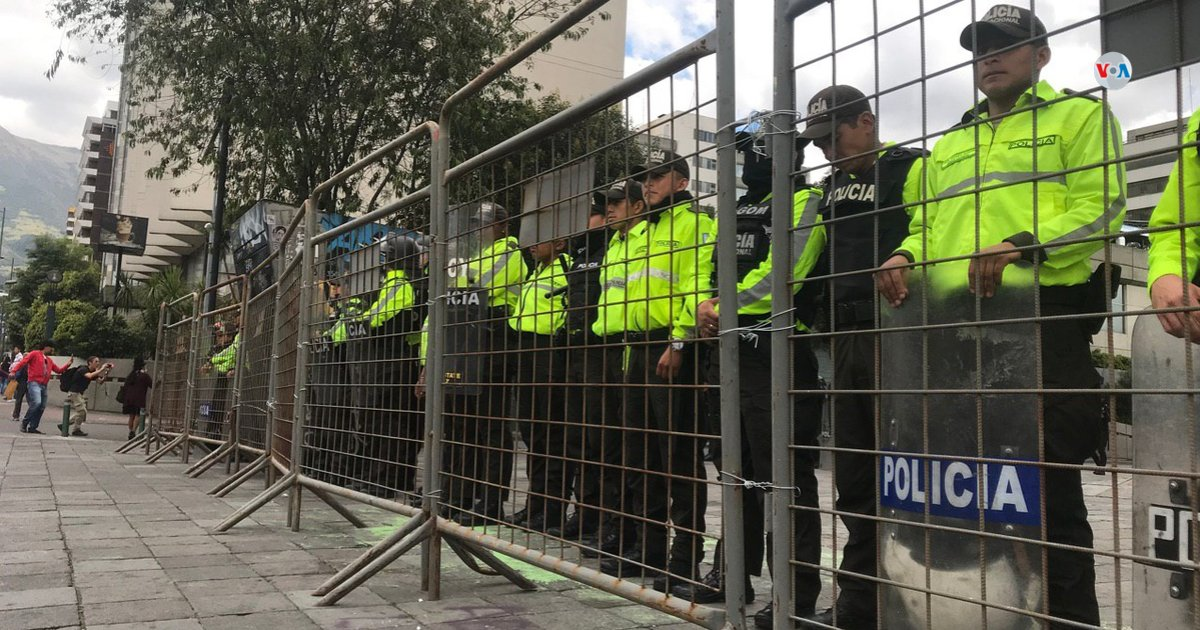
Cèrcol policial en un lloc de Quito.

La circulació en el Pont de la Unidad Nacional va quedar relativament normalitzada després de finalitzar el tancament realitzat pel govern com a mesura de seguretat, la qual cosa va permetre a certes cooperatives intercantonals i interprovincials treballar a la Terminal Terrestre de Guayaquil. A Quito, el Ministeri de Govern va crear una «zona de protecció» a prop de les universitats ocupades pels indígenes.
Un grup d'indígenes es va separar de la marxa principal a Quito realitzada per la CONAIE cap al Centre Històric i va tractar d'entrar a l'Assemblea Nacional, sent repel·lits per la policia muntada, mitjançant l'ús de gas lacrimogen. Grups indígenes de la Regió Amazónica van entrar a la capital per integrar-se a les mobilitzacions.
A Guayaquil, un grup d'alcaldes entre els quals hi havia el de Quito, Jorge Yunda, i Raúl Delgado, alcalde de Paute i president de l'Associació de Municipalitats (ESTIMI),es van reunir amb el president Moreno per intentar iniciar un diàleg, declarant que buscarien el cessament de les manifestacions del moviment indígena. La crida al diàleg, aquesta vegada va generar expectativa en informar-se que Salvador Quishpe va lliurar un document de la CONAIE a mediadors d'Nacions Unides (ONU), a les xarxes socials de la CONAIE van anunciar que només Jaime Vargas representava a la institució, alhora que declarava que acceptarien el diàleg només sota les condicions de la revisió o derogatòria del decret 883.

### 12 d'octubre
Anomenat per les organitzacions socials i els partits d'esquerra que recolzen a les manifestacions com el Dia de la Resistència Indígena i Popular, al país van continuar les protestes, amb un conjunt de commemoracions per la data en qüestió. A Guayas, davant el firat del 9 d'octubre, el governador Pedro Pablo Duart va convidar als comerciants, amos de restaurants i centres d'oci nocturn a treballar amb normalitat durant aquests dies de firat, mentrestant a tota la regió litoral es va anunciar que s'havia normalitzat el servei de carreteres. A Quito, l'aeroport es va mantenir operatiu, mentre les vies Ruta Viva i Ruta Collas eren habilitades.
A Quito, durant les primeres hores de la matinada, la policia va atacar amb gasos lacrimògens i perdigons als manifestants que descansaven als voltants de l'Assemblea Nacional, lloc en el qual, durant el dia també es van succeir diverses manifestacions. Mentre transcorrien les protestes es van produir incidents a les seus de Teleamazonas, El Comerçio i la Contraloría General. Després d'això, Lenín Moreno va decretar un toc de queda sobre el Districte Metropolità de Quito, que començaria des de les 15.00, mentre a la resta del país, el toc de queda es va mantenir com abans. Prèviament va indicar que revisaria el decret que eliminava els subsidis, després que Confederación de Nacionalidades Indígenas (CONAIE) anunciés acceptar el diàleg directe, al que també es va integrar el Frente Unitario de Trabajadores (FUT) i el Frente Popular (FP). A l'Aeroport Tababela es van desviar els vols cap a la ciutat Guayaquil. Amb aquesta nova mesura de Moreno, a la nit, els manifestants van convocar a un cassolada, mentre la Casa de la Cultura va romandre envoltada per personal de la força pública.
A Guayaquil, van tenir lloc 3 manifestacions. La FUT, la CONAIE, l'FP i Unidad Popular (UP) van organitzar una al matí i una altra a la tarda a la zona de l'Avinguda Nueve d'octubre entre el Parc Centenari i la plaça de l'Església de Sant Francisco, la qual cosa va provocar una forta presència militar i policial. Al Parc Centenari es va iniciar una marxa que es va dirigir cap al Govern Zonal de Guayaquil a l'Avinguda Francisco d'Orellana, aquesta acció va motivar que el president es traslladés a l'Edifici de l'ECU911 a La Punta, on va realitzar una nova retransmissió a escala nacional, al seu torn que la Francisco d'Orellana era tancada.

### 13 d'octubre
La ciutat de Quito va despertar sota el toc de queda que va durar fins a la tarda, quan el govern va suspendre la mesura perquè els dirigents de la Confederación de Nacionalidades Indígenas (CONAIE) pugessin mobilitzar-se al punt de trobada. El matí, a la seu de l'ECU911 a La Punta, el vicepresident Otto Sonnenholzner es va reunir amb unes 10 organitzacions socials, inclosa la Confederación Intercultural de Pueblos i Nacionalidades (Amaru) i la Asociación de Negros.
Aquesta mateixa nit els dirigents indígenes van fer una crida a la pau als carrers i a posar fi a l'obstrucció de les vies de comunicació del país.

## Conseqüències

### Morts i ferits
La Defensoría del Pueblo va indicar que en total el nombre de morts a les protestes havia estat de 8 persones, mentre el Ministeri de Govern indicà que sis dels morts es van produir a causa d'accidents de trànsit. Alguns noms dels morts van ser els de Raúl Chilpe, Marco Otto, José Daniel Chaluisa, Inocencio Tucumbi, José Rodrigo Chaluisa, Vega Caizaguano i Silvia Marlene Mera. Igualment la Defensoría va comptabilitzar 1340 ferits, mentre el ministeri en va sumar un total 1507, dels quals 435 serien membres policia. D'aquests ferits la majoria es trobarien a la província de Pichincha.
Les xarxes socials de la Confederación de Nacionalidades Indígenas (CONAIE) van indicar anteriorment a les declaracions de la Defensoria del Pueblo, l'existència de gairebé 108 desapareguts.

### Detencions i acusacions
Dins de les protestes, la Defensoria del Pueblo va indicar que van existir 1192 detinguts, assenyalant a les províncies de Pichincha, Guayas i Tungurahua, com aquelles amb el major nombre de detinguts. Mentre el Ministeri de Govern va reduir el nombre a 1330, dels quals, 57 serien estrangers i la ministra María Paula Rom va reiterar que la majoria havien estat alliberats en 24 hores. El ministeri a més va recordar la retenció de 202 policies en contra de la seva voluntat.
El 13 d'octubre, la Fiscalia General de l'Estat va procedir a detenir a la exalcaldesa de Durán, Alexandra Arce, per presumpta associació il·lícita en relació als actes vandàlics que es van produir durant les manifestacions. Així mateix, l'endemà, es va detenir a Paola Pabón, prefecta de Pichincha, amb finalitats investigatives, trobant substàncies subjectes a fiscalització després de l'escorcoll del domicili de la política. Des de diversos sectors es van denunciar que s'havien produït detencions amb finalitats polítiques. Aquests fets van motivar la cerca d'asil a l'ambaixada de Mèxic per part d'un grup de dirigents del Movimiento Revolución Ciudadana (MRC).
El 16 d'octubre, l'assembleista Fabricio Villamar va informar que havia denunciat a la Fiscalia al prefecte d'Azuay, Yaku Pérez Guartambel, per participar en les mobilitzacions dins el recinte del Palau Legislatiu, anunciant la formació d'un parlament popular. Igualment, els dirigents Jaime Vargas, Agustín Casiqueando, Leonidas Hissa, Carlos Sucuzhañay, Manuel Chugchilan, Mesías Tatamúez, i Luis Alfonso Morales foren acusats per la retenció d'un grup de policies i periodistes a la Casa de la Cultura Ecuatoriana.
Al seu torn la Fiscalia va indicar que realitzaria les investigacions necessàries per esbrinar els autors dels danys a la propietat succeïts a la ciutat de Quito. Mentre la Defensoría del Pueblo va donar inici a una comissió especial per a la recerca d'actes de violació de drets humans.

### Percepció dels mitjans i les organitzacions socials
Els grups que van participar en les protestes d'octubre van denunciar la parcialitat dels grans mitjans de comunicació, enfront de la qual cosa va existir un sector de la població que va acabar informant-se des de les xarxes socials i mitjans internacionals. Un dels mitjans més criticats fou Teleamazonas, assenyalant que durant les protestes emitien Bob Esponja, això seria vist com la causa que va provocar l'agressió a Freddy Parets i l'incendi de la seu del canal a Quito. Entre les organitzacions socials, la Juventud Revolucionaria (JRE) va suggerir utilitzar com a mitjà d'informació a un grup de mitjans digitals considerats independents, així com també la xarxes oficials de la Confederación de Nacionalidades Indígenas (CONAIE) i des del Partido Comunista Marxista Leninista (PCMLE), van acusar als mitjans tradicionals de mentir. De la mateixa forma, María Paula Rom va assenyalar que s'estava desinformant per mitjà de les xarxes socials, indicant tendències aTwitter provinents de Veneçuela i la difusió de les protestes en viu pel cadena RT.
Després de les protestes, el 9 de desembre, el Frente Popular (FP) denunciaren davant la Defensoría del Pueblo els actes de "estigmatització" dels indígenes per part de mitjans de comunicació i a les organitzacions involucrades a les protestes. A la denúncia es van incloure expressions considerades racistes com les realitzades per Anderson Boscán que també van ser denunciades des del Consell Nacional per a la Igualtat de Pobles i Nacionalitats (CNIPN).
Igualment, a les organitzacions socials involucrades se les va començar a assenyalar com a "colpistes" i properes a l'expresident Rafael Correa, això principalment va succeir amb la CONAIE i el seu president Jaime Vargas, destacant com una mostra les acusacions, els fets del 14 de novembre en Guayaquil on un grup de manifestants va rebutjar la seva presència a la Casa de la Cultura-Nucli Guayas en un esdeveniment organitzat per la Unidad Popular (UP), amb cartells que a més donaven suport a Cynthia Viteri i Jaime Nebot.

## Resultats

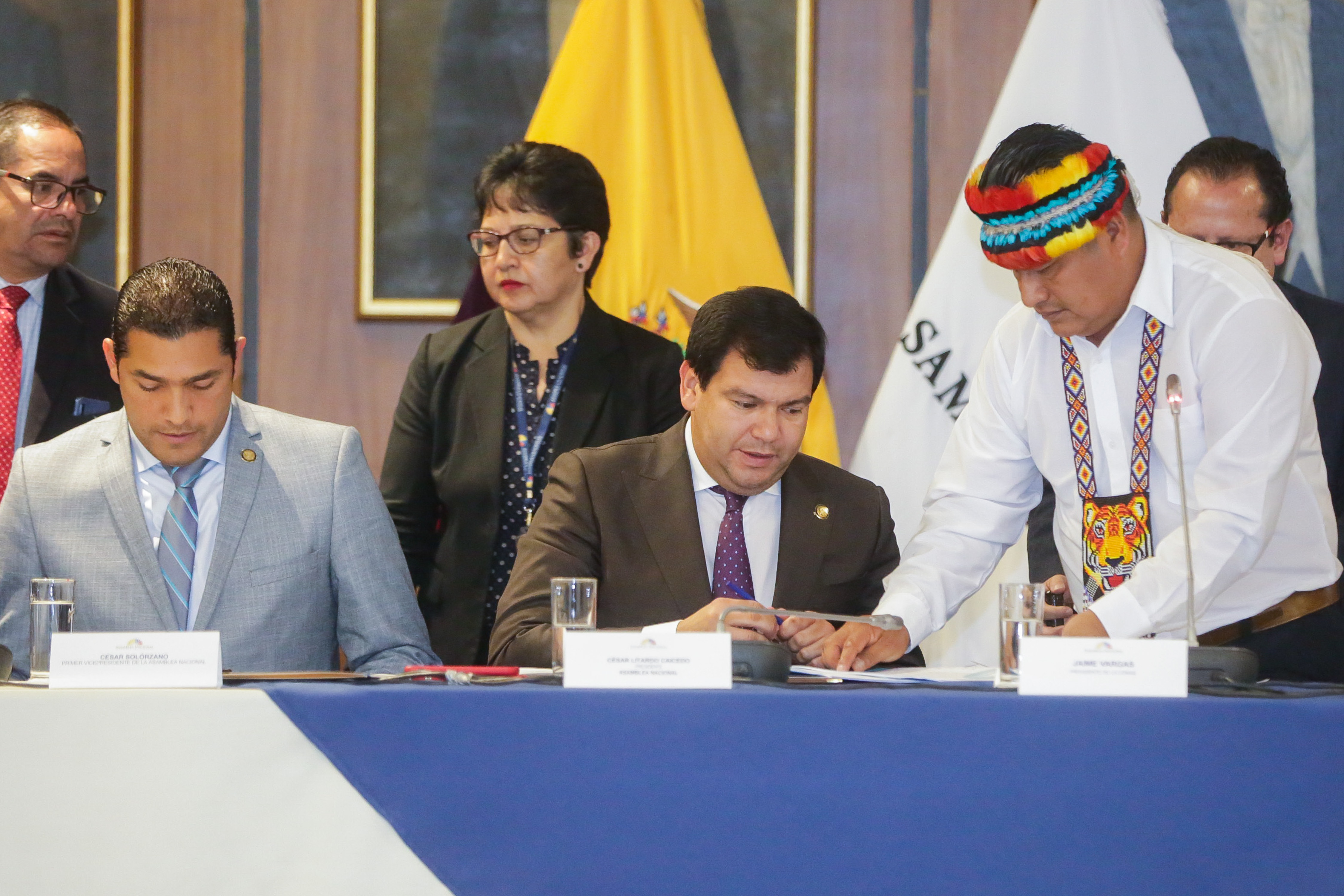
Lliurament a l' Assemblea Nacional de la proposta del Parlament Popular el 6 de novembre.

### Diàleg
El diàleg amb la Confederación de Nacionalidades Indígenas (CONAIE) ca començar oficialment amb la derogació del decret 883. El Frente Unitario de Trabajadores (FUT) i el Frente Popular (FP), van denunciar que el president Moreno buscava realitzar una altra reunió amb les Nacions Unides, sent planificada una taula de diàleg el 15 d'octubre que seria posposada, davant la qual cosa la FUT i FP van cridar a una nova marxa pel 30 d'octubre,fet que va provocar que Moreno anunciés que no dialogaria amb el FUT. La CONAIE ha demanat la renúncia dels ministres María Paula Rom de Govern i Oswaldo Jarrín de Defensa pel seu comportament hostil durant les protestes, una reclamació que pel president Moreno ha quedat com un suggeriment, de la qual ell té la decisió final.
Pel 30 d'octubre, la CONAIE es va poasar en contacte amb el "Parlamento Popular de Pueblos y Organizaciones Sociales", que l'endemà va lliurar un programa econòmic alternatiu al del secretari de la Presidència, José Augusto Briones, a la seu de la Conferencia Episcopal Ecuatoriana (CEE). Mentre al Palau de Carondelet, el president Moreno mostrava el seu disgust per la falta de la presència de la CONAIE a la reunió i que aquesta elaborés un programa fora de la taula de diàleg.

### Comissió i nou decret
Originalment s'esperava un nou decret entre el 13 i 15 d'octubre, no obstant això el secretari de la Presidència, José Augusto Briones, va informar al públic que es requierien estudis per focalitzar els subsidis, estudis encara no disponibles.